# 玛丽亚·乌泽拉茨
玛丽亚·乌泽拉茨（1958年2月22日—），塞尔维亚女子篮球运动员，司职中锋。她曾代表南斯拉夫国家队参加1984年夏季奥林匹克运动会篮球比赛，获得第6名。